# 心霊の窓
『心霊の窓』（しんれいのまど、中: 心灵之窗）は、中国広西チワン族自治区柳州市の共産党市委員会宣伝部と柳州市藍海科技有限公司が共同制作したテレビアニメである。2009年7月より中国中央電視台で放映されている。作品では雪害や四川大地震などを舞台に、親子関係や友情、愛情、教師と生徒の関係などが描かれている。

## 盗用
2009年9月になり、インターネット掲示板で『心霊の窓』に日本のアニメ映画『秒速5センチメートル』と酷似した場面が複数あることが話題になった。柳州市藍海科技有限公司はこれが盗用であることを認め、調査を行うと述べた。また、実制作は下請け企業に委託しており、最終チェックで盗用を発見できなかったとも述べた。